# Suzanne Flon
Suzanne Flon (* 28. Januar 1918 im Pariser Vorort Le Kremlin-Bicêtre; † 15. Juni 2005 in Paris) war eine französische Theater- und Filmschauspielerin.

## Leben
Flon war die Tochter eines Eisenbahnarbeiters und einer Schneiderin. Sie verließ die Schule im Alter von 17 Jahren und arbeitete als Englischdolmetscherin und Verkäuferin in einem Warenhaus.
Erstmals stand sie 1943 in der Comédie des Champs-Élysées auf einer Theaterbühne, nachdem sie zuvor einige Monate als Privatsekretärin von Édith Piaf gearbeitet hatte. Schnell stieg sie zu einer der bekanntesten Schauspielerinnen Frankreichs auf.
Nach Kriegsende 1945 begann ihre Filmkarriere. Für ihre Darstellung der Madame Cordier in Claude Autant-Laras Der Kriegsverweigerer wurde Flon 1961 bei den Filmfestspielen von Venedig mit der Coppa Volpi als beste Schauspielerin ausgezeichnet. 1984 erhielt sie für eine Nebenrolle in Ein mörderischer Sommer ihren ersten César, der zweite wurde ihr 1990 für eine Nebenrolle in Georges Wilsons preisnominiertem Fantasykinofilm La Vouivre verliehen. Als beste Theaterschauspielerin erhielt sie zweimal den Molière.
Flon starb am 15. Juni 2005 kurz nach Ende der Dreharbeiten zu Ein perfekter Platz im Alter von 87 Jahren an den Folgen einer Gastroenteritis. Der Film wurde ihr gewidmet.

## Filmografie (Auswahl)
- 1952: Moulin Rouge
- 1952: Geschichte einer Seele (Procès au Vatican)
- 1955: Herr Satan persönlich (Mr. Arkadin)
- 1961: Der Kriegsverweigerer (Tu ne tueras point)
- 1962: Der Prozeß (Le Procès)
- 1962: Ein Affe im Winter (Un singe en hiver)
- 1963: Unschuldig geächtet (La porteuse de pain)
- 1964: Der Zug (The Train)
- 1967: Action Man (Le soleil des voyous)
- 1968: Le Franciscain de Bourges
- 1973: Ich – die Nummer eins (Le silencieux)
- 1974: Sommerliebelei (Un amour de pluie)
- 1976: Wie ein Bumerang (Comme un boomerang) – Regie: José Giovanni
- 1976: Monsieur Klein (Mr. Klein)
- 1981: Quartett (Quartet)
- 1983: Ein mörderischer Sommer (L’Été meurtrier)
- 1989: La Vouivre – Regie: Georges Wilson
- 1999: Ein Sommer auf dem Lande (Les enfants du marais)
- 2003: Die Blume des Bösen (La Fleur du mal)
- 2004: Die Brautjungfer (La Demoiselle d’honneur)
- 2005: Merry Christmas
- 2006: Ein perfekter Platz (Fauteuils d’orchestre)